# Turínské plátno

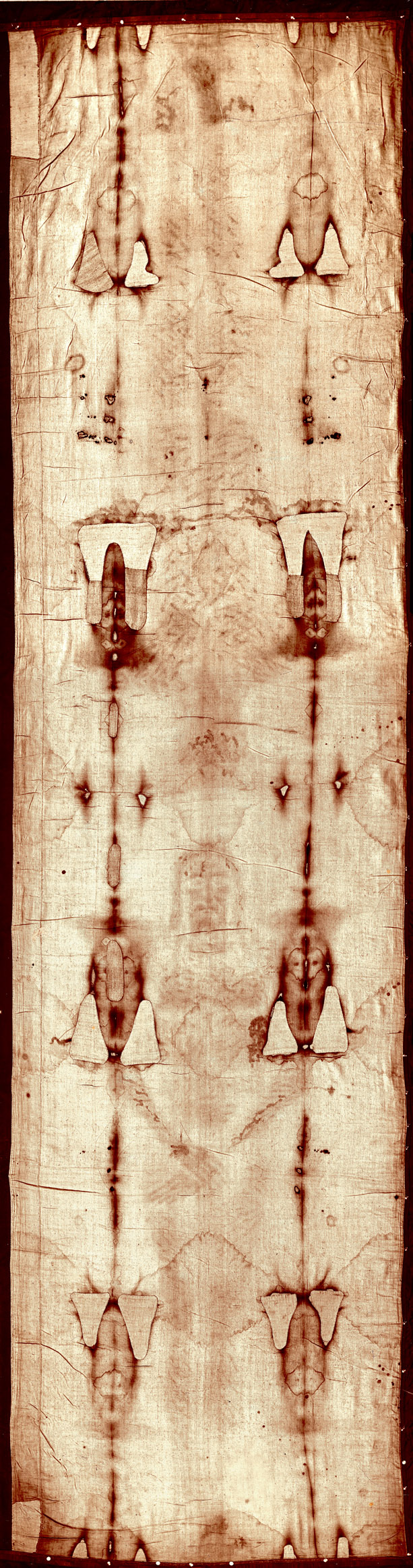
Fotografie Turínského plátna v plné délce

Turínské plátno je relikvie, o níž se zejména v katolické církvi traduje, že je plátnem, do kterého bylo krátce po ukřižování zahaleno tělo Ježíše Krista, poté co jej z kříže sňali Josef z Arimatie a Nikodém. Na plátně je pouhým okem viditelný otisk mužské postavy. Název plátna je odvozen od italského města Turín, kde je tato relikvie od roku 1578 uchovávána.

## Popis
Jedná se o lněnou textilii (s nepatrným podílem bavlny), která je dlouhá 436 centimetrů, široká 110 centimetrů a váží 1420 gramů.
Na plátně je otisk mužské postavy. Otisk, který připomíná fotografický negativ, je nezřetelný, sépiové barvy a pouhým okem je rozeznatelný při pohledu z větší vzdálenosti (na fotografiích bývá většinou zvýrazněn). Nejde však o kontaktní otisk. Krom toho jsou na plátně jasně ohraničené skvrny zaschlé krve, rezavé barvy. Otisk těla zasahuje pouze tenkou vrstvu plátna o tloušťce 180 až 600 nanometrů a přesně odpovídá anatomii. Povaha otisku umožnila vytvořit trojrozměrnou rekonstrukci tváře včetně detailů jako kapky krve na vousech, stopy rozmazané krve na pravé tváři, otisk mincí v očních důlcích. Restaurátorské práce z roku 2002 odhalily na zadní straně ještě jeden otisk identické tváře.
Postava je vysoká asi 175 až 180 cm, odhadovaného stáří 35 až 40 let, s vousy a vlasy sahajícími až po ramena, dobře vyvinutým svalstvem, odhadované hmotnosti do 81 kilogramů. Tradičně je ztotožňována s Ježíšem Kristem.

## Fotografie

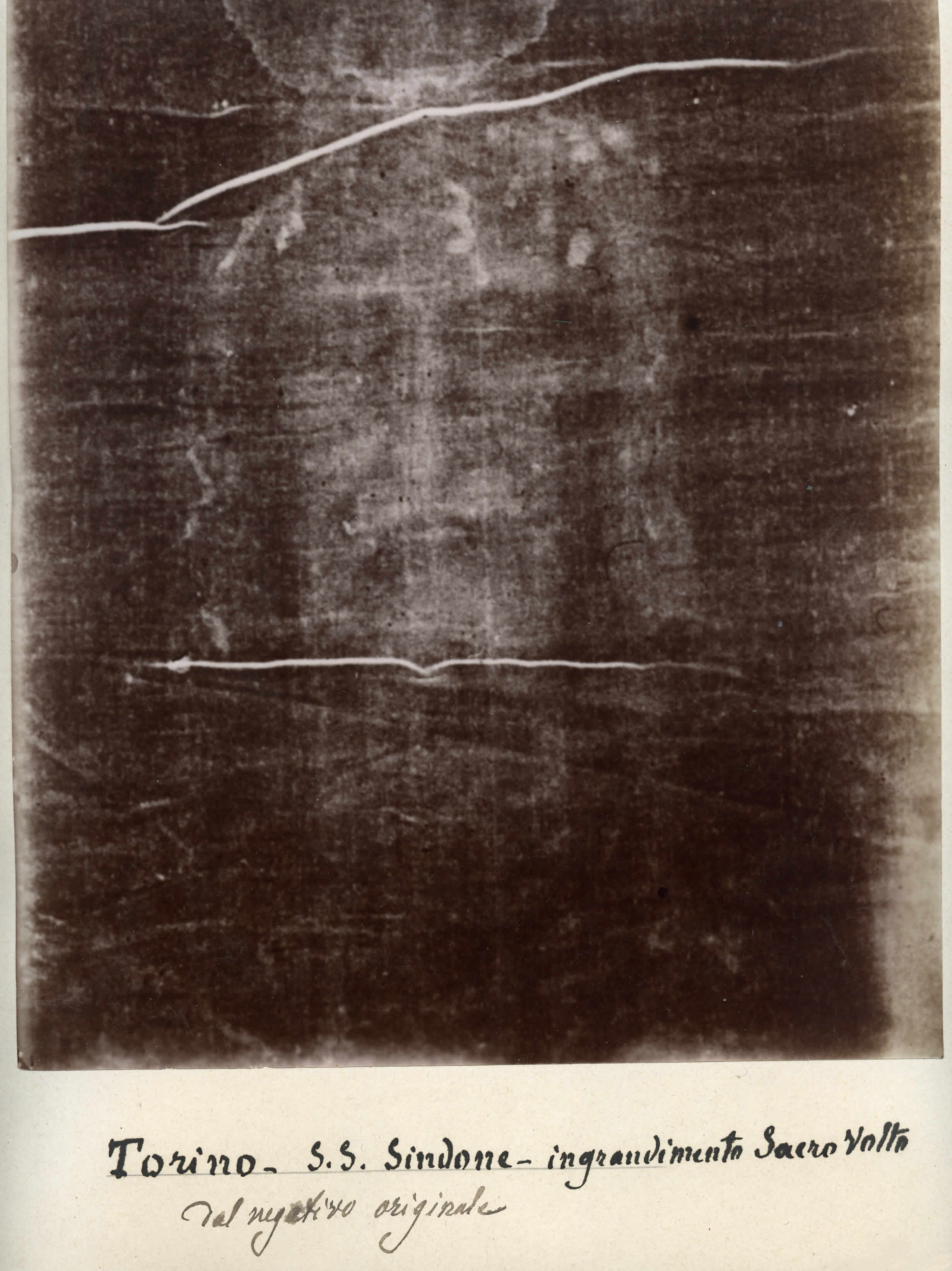
Secondo Pia: negativ fotografie Turínského plátna, 28. května 1898

Vůbec prvním, kdo plátno fotografoval, byl Ital Secondo Pia. Okolnosti, za kterých nevědomky udělal první krok na poli moderní sindonologie, byly velmi neobvyklé. V roce 1898 město Turín slavilo 400. výročí turínské katedrály svatého Jana Křtitele a také 50. výročí Ústavy (Statuto Albertino) z roku 1848. V rámci oslav byla naplánována také výstava sakrálního umění včetně Turínského plátna. Šéf výstavní komise Baron Manna požádal krále o právo na fotografie plátna za účelem propagace výstavy. K překvapení všech král schválil nejen plátno vyfotografovat, ale také jeho veřejné vystavení. Je zapotřebí mít na paměti, že v té době nikdo netušil, že se objeví na plátně ještě zřetelnější převrácený obraz tváře, který pro svou slabou kresbu nemohl být pozorován pouhým okem.
Secondo Pia byl překvapen, když byl v tak pozdním termínu jmenován oficiálním fotografem pro propagaci výstavy. Osmidenní výstava právě začínala, což bylo příliš pozdě na to, aby se snímek stal součástí reklamní kampaně. Přesto však využil příležitosti, aby pořídil vůbec první fotografii Turínského plátna.
Dne 25. května 1898, ihned po slavnostním zahájení výstavy během polední přestávky, začal Pia v Turínské katedrále připravovat techniku. Fotografování byli přítomni ještě dva lidé: páter Sanno Salaro a šéf bezpečnosti katedrály, poručík Felice Fino. Nejednalo se však o jednu z prvních příležitostí, kdy se při fotografovaní využila elektrická žárovka; umělé osvětlení použil již v roce 1884 George Bretz.
Logistika organizace fotografické akce a potřebné vybavení byly pod vedením Seconda Pia, podařilo se mu sehnat dvě žárovky o svítivosti každé asi 1000 kandel. Vzhledem k tomu, že v chrámu nebyla elektřina, musel Pia světla napájet z přenosného generátoru. Sotva se mu podařilo vyrovnat se s vysokými teplotami vládnoucím toho roku na konci května, bylo fotografování přerušeno otevřením dveří katedrály po polední pauze. Výsledky žel nebyly příliš úspěšné, jak se ukázalo po vyvolání fotografických desek.
Večer 28. května 1898 se Pia do chrámu vrátil na druhou návštěvu asi ve 21:30 a tentokrát se mu podařilo pořídit o několik expozic více. Na základě předchozího experimentu z 25. května použil různé expoziční časy a měnil osvětlení. Kolem půlnoci se tři muži vydali desky vyvolat. Pia později řekl, že v temné komoře z šoku málem upustil a rozbil skleněnou fotografickou desku z toho, co v ten okamžik spatřil: na negativu byl rozpoznatelný obraz muže s obličejem, který při pozorování plátna pouhým okem nebyl patrný. Ten večer začalo tajemství obrazu spojeného s tváří Ježíše Krista.

## Historie
Podle biblického podání nechal Ježíšovo tělo sejmout z kříže, zabalit do rubáše a uložit do hrobu bohatý člen židovské velerady a tajný Ježíšův učedník Josef z Arimatie.
Podle legendy bylo plátno brzy po Ježíšově smrti přemístěno z Jeruzaléma do Edessy, později do Konstantinopole, ve středověku do Francie a nakonec do Itálie.
Roku 1532 bylo plátno málem zničeno během požáru v Chambéry ve východní Francii, ale na poslední chvíli se ho podařilo zachránit. Do dnešních dnů jsou na plátně ohořelé oblasti, dvě řady tmavých míst odpovídající tomu, jak bylo plátno složeno.
Od roku 1578 je relikvie uchovávána v kapli v Katedrále sv. Jana Křtitele v Turíně, kam ji přinesla královská rodina Savojských. Roku 1983 jej exkrál Umberto II. odkázal papeži Janu Pavlu II. Dnes je umístěno ve speciální nádobě naplněné argonem. V roce 1978 byl zahájen projekt vědeckého výzkumu plátna. Roku 1997 opět plátno těsně uniklo požáru, tentokrát v Guariniho kapli turínské katedrály.
Podle tvrzení agentury Reuters z roku 2009 katolická církev netvrdí, že je Turínské plátno skutečným plátnem, kterým byl zakryt Ježíš, ale považuje jej za působivou připomínku Kristova utrpení. Turínský kardinál Severino Poletto v dubnu 2010 řekl, že rozhodnutí o původu plátna není na církvi, ale na vědě. Vatikán však podle ČTK plátno označuje za významný symbol Kristova utrpení.
Nejstarší doklad o veřejném vystavování plátna se vztahuje k roku 1389. V moderní době bylo poprvé vystavováno roku 2000, 10. dubna 2010 byla zahájena další, šestitýdenní veřejná expozice, během níž jej zhlédly asi 2 miliony lidí.

## Ukrytí plátna za války
Italský rod Savojských a Vatikán se rozhodli ukrýt za 2. světové války toto plátno. Jako důvod bylo uváděno bombardování Turína, ve skutečnosti bylo plátno ukryto před samotným Hitlerem, který jím byl posedlý.

## Zkoumání původu
Počínaje rokem 1978, kdy byl zahájen výzkumný projekt turínského plátna, bylo plátno mnohokrát vědecky zkoumáno množstvím nezávislých laboratoří. Autenticitě plátna nasvědčují například použitý materiál, způsob tkaní, otisk mince z roku 29, použité k zatlačení očí mrtvého, a přítomnost pylu a otisků endemických druhů rostlin, anatomické a fyziologické stopy. Jako zpochybnění pravosti byly medializovány zejména závěry zkoumání radiokarbonovou metodou. Vznik samotného otisku těla se dosud nepodařilo uspokojivě objasnit.

### Textilní technologie
Z hlediska textilních technologií plátno zkoumali v roce 1973 profesor Gilbert Raes z Belgie a v roce 2002 švýcarská historička textilií Dr. Mechthild Flury-Lemberg.
Plátno je tkáno metodou zvanou šupinový kepr, tři k jedné, který se používal pouze v krátkém období na začátku našeho letopočtu, je v dané době a oblasti doložen. Tento způsob tkaní je zřetelný i na ilustraci z Prayova kodexu, maďarského rukopisu napsaného mezi roky 1192 a 1195 a uloženého v Széchenyiho národní knihovně v Budapešti, která zobrazuje Kristův pohřební rubáš. Shoda této ilustrace s Turínským plátnem je považována za silný argument proti původu Turínského plátna ve vrcholném středověku.
Plátno má tloušťku 0,35 milimetru a je tkáno ze lněných nití o průměru kolem 0,15 milimetru. Jako příměs je použita bavlna bavlníku bylinného (Gossypium herbaceum) běžně rozšířeného v zemích Blízkého východu – v Evropě bavlna nebyla známa až do 16. století, kdy ji Arabové přivezli na jih dnešní Itálie.
Fluryová-Lembergová se domnívá, že i způsob přehýbání plátna a stopy vlhkosti v lemech nasvědčují autenticitě plátna a jeho skladování v amfoře.

### Chemické metody určování stáří tkaniny
Týmy z univerzit v Oxfordu, Curychu a Tucsonu v roce 1988 zkoumaly radiokarbonovou metodou odstřižený vzorek o velikosti 1 × 7 cm, který byl pro tato pracoviště rozdělen na tři díly. Došly shodně k závěru, že látka byla zhotovena kolem roku 1325 s 95% pravděpodobností plus minus 65 let. To odpovídalo známému faktu, že první historicky doložené vystavování plátna se konalo roku 1389, což vedlo k domněnce, že plátno je církevním padělkem.
V roce 2000 však výzkum potvrdil, že textilie byla ve středověku opravována, zejména byla na okrajích záplatována. Roku 2002 byly tyto záplaty odstraněny a restaurátoři vyjádřili pochybnosti o vzorku použitém v roce 1988.
Raymond Rogers z Los Alamos National Laboratory v roce 2003 znovu zkoumal zbytek vzorku z roku 1988, závěry publikoval v roce 2005 v časopise ThermoChimica Acta. Tento vzorek skutečně na rozdíl od zbytku plátna obsahoval mořené barvivo, mořidlo z oxidu hliníku, vanilin a spletená vlákna vlny se lnem. Prokazatelně šlo tedy o záplatu, která podle vanilinové metody určování stáří lněných látek pochází z jiné doby než plátno samo. Vzorek z roku 1988 přezkoumával také tým ze Spolkového vysokého učení technického (Eidgenössische Technische Hochschule, ETH) v Curychu. Rovněž výzkum skupiny STURP metodou ultrafialové fluorescence skončil závěrem, že cíp zkoumaný roku 1988 není shodný s ostatními částmi roucha.
Mechthild Flury-Lemberg vyjádřila názor, že uhlík inkrustovaný v použitém vzorku pochází z požáru v roce 1532. Rovněž další výzkumy nasvědčují tomu, že vzorek zkoumaný roku 1988 pochází ze záplaty, která vznikla v roce 1534 po požáru v kapli ve francouzském Chambéry (4. prosince 1532), kdy sestry řádu svaté Kláry látku vyspravily a záplaty obarvily hnědým barvivem, aby dosáhly podobného odstínu, jaký měla původní látka.

### Stopy rostlin
V roce 1973–1975 provedl švýcarský kriminolog Dr. Max Frei, specialista na falšované obrazy, analýzu vzorku odebraného lepicí páskou z povrchu plátna. Ve vzorku nalezl a následně identifikoval 165 zrníček pylu 48 druhů rostlin. Identifikované rostliny rozdělil do čtyř skupin: pouštní rostliny z oblasti Palestiny, stepní rostliny typické pro tureckou Anatolii, několik rostlin vázaných na okolí Konstantinopole (dnešního Istanbulu) a rostliny z jihozápadní Evropy.

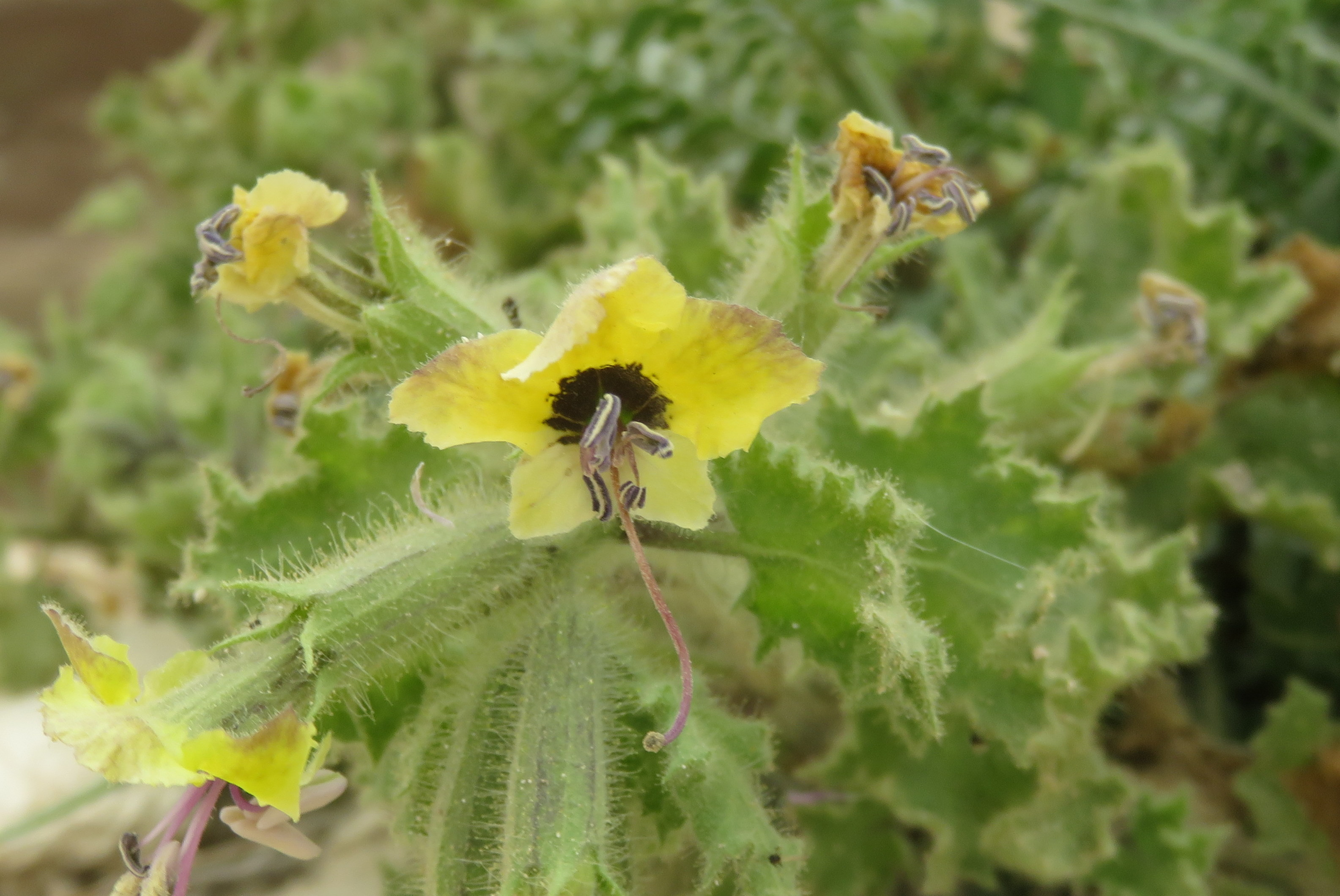
Blín zlatý (Hyoscyamus aureus in Israel) rostoucí dodnes v jeruzalémském Starém Městě, byl nalezen v Turínském plátně pod elektronickým mikroskopem v měřítku 1100:1

Podle jiného zdroje v listopadu roku 1973 odebral botanik a dlouholetý vedoucí vědeckého oddělení curyšské policie Dr. Max Frei z plátna na 12 místech za pomoci lepicích proužků vzorky. A pylová zrnka odpovídala 58 různým druhům rostlin, přičemž doplňuje, že jen 17 z nich roste v Itálii a ve Francii (tam je výskyt plátna dosvědčován od 14. století.). Konstatuje, že velká většina zrnek odpovídá specifickému spektru jeruzalémské květeny a že výskyt těchto druhů pylu na plátně připouští závěr, že plátno se opravdu kdysi nacházelo v těchto krajích. Osvětluje, jak plátno putovalo, tj. že Kristova podoba ve starých zprávách z Edessy, považovaná za acheiropoiéton – tj. věc kterou neučinila lidská ruka, znovu vzbudila pozornost, co se týče těchto zpráv, protože tato podoba Krista byla roku 944 přinesena do Konstantinopole, kde beze stopy zmizela při plenění města francouzskými křižáky v roce 1247. A pylová zrnka ukázala na stopu vedoucí do západní Evropy. Dále konstatuje, že od 8. do 13. října 1978 bylo Turínské plátno zkoumáno týmem odborníků složeným z 25 vědců metodami mikroskopie, spektrografie, spektrometrie, a pořízením ultrafialových, infračervených a roentgenových snímků, s výsledkem, že Turínské plátno není ani umělecké dílo ani falzifikát, nýbrž rubáš, do něhož byla zavinuta mrtvola zbičovaného a ukřižovaného muže. Při dalším zkoumání bylo odebráno 17 kousků vláken a 2 kousky tkaniny. Mimo jiné, pokud se týče oné Edessy, o níž se zde zmiňuje Gerhard Kroll, Turínské plátno podle údajné zprávy z Edessy mělo vydávat výraznou vůni.[zdroj?]
Ve spektrogramu plátna pořízeném v roce 1978 se nalezla anomálie objasňující skvrnu na chodidle. Byla identifikována jako špína z ulice. Odsouzený k ukřižování musel jít bosý. Pro tvář, co se týče výsledku, jak dále církevní zdroj uvádí, je příznačný vous a vlasy rovnoměrně spadající na ramena. Zjevná je nesouměrnost obličeje, především napuchlá levá líc. Nápadná je stopa krve na čele s podobou číslice ve tvaru 3, a jde o obraz krevní sedliny. Ta vznikla z malé, bodové ranky, přičemž na cestě narazila po kůži na překážku a pak kapala z obočí. Dále: četné krevní sedliny okolo hlavy pocházejí z trnové koruny. Z církevních zdrojů plyne detailní, takřka "pitevní" procesura analýz Turínského plátna, krok za krokem, ke každému milimetru zkoumané relikvie. Důležitým detailem popisu plátna je nález Hyoscyamus aureus – blínu zlatého, jehož pylové zrnko v pořízeném snímku elektronického mikroskopu v měřítku 1100:1, ukázalo na skalní rostlinku, rostoucí doposud na zdech jeruzalémského Starého města. Výřezem z Turínského plátna: Oblast okolo rány v levé ruce – zatímco obraz těla bez kontur se neznatelně v plátnu ztrácí, jsou krevní sedliny jasně ohraničeny. Konstatováním: otisk nemůže pocházet z čerstvé krve, jinak by bylo vidět okrajový lem zaschlého séra. Jedná se o otisk krevní sedliny, jež uschla už na kůži a otiskla se na plátno. Zvláštní pozornost vzbudily na plátně tmavohnědé skvrny, přičemž byla řešena tato otázka: Pocházejí tyto skvrny opravdu z prolité krve? Výsledkem zjištění bylo, že "krvavé stopy" se zásadně odlišují opticky i fyzikálně od pouhého obrazu těla. Jsou jasně ohraničené, podstatně tmavší, jejich zbarvení je hnědavé, oranžové až červené. Vlákna jsou tu obalena cizorodou látkou, na vzorcích míst (při podezření na krev a její deriváty) byly krev i deriváty spektroskopicky a mikrochemicky doloženy. Nálezy: červené krevní barvivo hemoglobin, hemiglobin, bilirubin, bílkovina albumin důležitá v procesu látkové výměny v krvi, a jde o krev lidskou. Imunobiologicky ji dokázal v roce 1981 prof. B. Bollone, ředitel Ústavu soudního lékařství v Turíně. Z rozměrů plátna byl učiněn výsledek délky 4,36 m a v průměru široké průměrně 1,10 m, kepr je ve vazbě 3:1 což znamená že vždycky 3 vodorovná "příčná vlákna" leží pod kolmými "řetězovými vlákny", takže vzniká vzor tvaru rybí kosti. Plátno je tkané ručně. Mikroskopický výzkum prokázal, že na témže tkalcovském stavu se dříve zpracovávala bavlna z druhu (u některých stop) Gossypium herbaceum, který se už před vznikem křesťanství pěstoval v Sýrii. Závěrem posouzení celého výzkumu bylo stanovisko: "Nerozřešena zůstala např. tato hádanka: Jak obraz na plátně vznikl? Na základě řady indicií je pravděpodobné, že ukřižovaný člověk na plátně byl Ježíš Nazaretský."
Botanik Avinoam Danin z Hebrejské univerzity v Jeruzalémě v roce 1999 na XVI. Mezinárodním botanickém kongresu v americkém St. Luis představil své poznatky, s nimiž se shoduje také palynolog Uri Baruch. Objevil na plátně kromě pylu i otisky částí rostlin. Kombinace druhů Gundelia tournefortii a Zygophyllum dumosum je podle něj dokladem, že se plátno muselo vyskytovat v okolí Jeruzaléma v březnu nebo v dubnu. Poblíž ramen se otiskly části rostliny Gundelia tournefortii, z níž mohla být spletena trnová koruna. – Podle časopisu Botany.cz byla v oblasti ramen a hlavy největší koncentrace pylových zrn této rostliny. Také píše, že se zmiňuje v babylonském Talmudu a v Bibli, ale v Písmu sv. zmíněna není. Podle časopisu je pozoruhodný právě proces roznášení semen: "V květnu se na bázi stonku oslabí pletivo, stonek se oddělí od kořene, celá rostlina se při usychání sbalí do kulovitého chomáče, který je unášen větrem po krajině a rozsévá semena – jedná se tedy o tzv. stepního běžce." Hebrejsky se má nazývat galgal. Pyl této rostliny tvoří asi 40 % všech pylových zrn nalezených v plátně. Dvě pylová zrna této rostliny byla nalezena i na roušce o rozměrech 83 x 53 centimetrů, která je uložená od 8. století v katedrále ve španělském Oviedu, její historie je vystopovatelná do 1. století a podle tradice do ní byla zahalena Ježíšova hlava.

### Mince
Kulaté předměty v očních důlcích v roce 1979 jezuita Francis L. Filas z univerzity v Chicagu identifikoval jako mince. Kladení mincí na oči zemřelých odpovídá židovským zvykům v 1. století. Mince v pravém oku odpovídá mincím, které Pilát nechal razit v Jeruzalémě v letech 29 až 32, přičemž mince zobrazená na plátně podle čtyř čitelných písmen „…U CAI…“odpovídá emisi s chybnou ražbou z roku 29, kde místo slova KAISAROS je slovo CAISAROS (ve sbírkách se dochovaly tři kusy z této chybné ražby).

### Nápisy
Farmaceut Piero Ugolotti a kněz Aldo Marastoni v roce 1978 nalezli na plátně jakési velmi špatně čitelné nápisy. Jejich písmena rozpoznala v roce 1995 Francouzka Anne Laure-Courageová. V roce 1997 nápisy dále zkoumali Grégoire Kaplan, Marcel Alonso a André Marion z Pařížského ústavu pro optiku (Paris Institut d’Optique) a rozluštili několik slov psaných specifickou směsicí latiny, hebrejštiny a řečtiny. Vědci se domnívají, že autory těchto nápisů jsou úředníci, kteří zapečeťovali Ježíšův hrob. Nejzřetelnější nápis „INNECE“ (který je na plátně několikrát) je zřejmě zkratka nebo zbytek výrazu „IN NECEM IBIS“ (trest smrti), dále bylo rozluštěno slovo „PEZU“ (vykonán), „(I)HSOY“ (Ježíš), „NAZARENUS“ (Nazaretský), „(O)PSKIA“ (stín obličeje) a „TIBERIUS CĆSAR“ (císař Tiberius).

### Anatomické a fyziologické stopy
Velká stopa krve o šířce 4,5 a výšce 1,5 cm mezi pátým a šestým žebrem otisklé postavy nese znaky posmrtné krve, protože plazma zůstala na okrajích a fibrin uprostřed – to by mohlo odpovídat ověřovacímu bodnutí kopím do boku, popisovanému v Bibli. Na ostatních krevních skvrnách obklopuje světlou plazmu fibrin z vnější strany, což odpovídá předsmrtné krvi. Jde o krev skupiny AB negativní, stejně jako na roušce uložené ve španělském Oviedu. Trojice španělských vědců v roce 1998 došla k závěru, že na obou látkách je pravděpodobně krev téže osoby.
Místa ran v zápěstích a nohách i poloha nohou, prstů atd. odpovídají reálně tehdejšímu způsobu křižování a anatomickým a neurologickým zákonitostem, zatímco na středověkých dílech bývaly zobrazovány chybně. Zřejmé jsou rovněž otoky a otlačeniny, přeražení nosu, 80 až 120 ranek o délce kolem 3 centimetrů. Podle analýz bičovaný byl ve schoulené pozici připoutaný ke kůlu a dostal 121 ran důtkami ze dvou směrů, přičemž byly použity zřejmě důtky Flagrum Romanum se dvěma páry kovových kuliček spojených tyčinkami. Podle otlačenin na pravém rameni, odřenin v místech levé lopatky i nad pravou lopatkou a odřeniny na levém koleni se odhaduje, že trám měl hmotnost asi 35 kilogramů, Ježíš byl pravák a při nesení trámu několikrát zakopl.
Copánek a úprava vousů odpovídají židovským zvyklostem v dobách kolem přelomu našeho letopočtu. Rasově postava odpovídá typu vyskytujícímu se dodnes mezi sefardickými Židy nebo vznešenými Araby.
Podle polohy těla nastala smrt několik hodin před zabalením do plátna. Podle stavu kapek posmrtného séra po stranách postavy netrval kontakt těla s látkou déle než několik dní.

### Povaha otisku těla
Dosud nebylo uspokojivě vysvětleno, jakou metodou otisk vznikl. Hypotézy uvažovaly o reakci nabalzámovaného těla s povrchem roucha, působení plynů, elektromagnetických nebo radioaktivních vlivech. Uvažovalo se též o zručné malířské práci bez viditelných stop štětce, avšak tuto možnost většina odborníků považuje za prakticky vyloučenou.
Novou analýzu Turínského plátna provedla skupina italských vědců, kterou vedl Luigi Garlaschelli. Tato skupina se zaměřila zejména na vyvrácení domněnky, že plátno nese znaky díla, které nemůže být lidského původu, a že lidé ve 13. nebo 14. století by nebyli schopni podobný obraz vyrobit. Jeho tým dosáhl velmi podobného efektu tím, že plátno nahřál v peci a pak potíral vodou a poté do něj otiskl tvář dobrovolníka. Dochází tak k závěru, že jde o padělek. Zatímco jiná studie, potvrzující biologické známky, byla vydavatelem stažena.
V roce 2005 se vědcům z francouzského časopisu Science & Life údajně podařilo otisk napodobit středověkými metodami, směsí oxidu železitého s želatinou, což podle článku Richarda Inghama na webu Phys.org má být důkazem, že Turínské plátno je podvodem.
Otisk ale neodpovídá tvaru těla, ale spíše ploché soše, která bývala ve středověku běžná.